# 马迪人
马迪人（發音：[màɗí]）是一支中蘇丹語民族，主要居住在南苏丹東赤道州的马格威县和乌干达的阿朱马尼区和莫约区。該地区由南向北从南苏丹与乌干达边境的尼穆莱一路延伸到尼奥洛河（Nyolo），马迪人於此與阿乔利人、巴里人、奥卢博族等諸族混居；由东向西則從帕乔克/馬圭橫跨尼罗河延伸至乌干达。

## 语言
马迪人自称“Madi”，意即“我（在此）”，在标准正字法中寫作「Mà'dí」，其中撇号表示d是内爆音，附加符號則分別代表低聲調與高聲調。他们称呼自己的语言为“madi-ti”，字面意義为“马迪-口”。族人内部各自會归属于某个“部落”（suru），而部落又可进一步细分为“氏族”（pa），在某些情况下pa會与suru有所重叠。虽然马迪族人只能与本部落以外的人结婚，但通常结婚对象必须同为使用马迪语的群体成员。
许多邻近的摩麓-马迪语民族同樣使用“马迪”自稱。